# Distrito electoral de Poole

Ubicación del distrito electoral de Poole dentro de Dorset.

Poole es una borough constituency representada en la Cámara de los Comunes del Parlamento del Reino Unido. Centrada en la localidad homónima, dentro del condado ceremonial de Dorset, elige a un Miembro del Parlamento a través del sistema de escrutinio uninominal mayoritario. El distrito electoral actual ha existido desde 1950; no obstante, Poole había sido un borough parlamentario desde 1455 a 1885.
Actualmente (año 2008), Robert Syms (Partido Conservador) es Miembro del Parlamento por esta circunscripción electoral.

## Miembros del Parlamento
- 1950:  Colonel Mervyn Wheatley (Partido Conservador)
- 1951:  Richard Pilkington (Partido Conservador)
- 1964:  Oscar Murton (Partido Conservador)
- 1979:  John Ward (Partido Conservador)
- 1997:  Robert Syms (Partido Conservador)

- Datos: Q1032459